# Costasiellidae
Costasiellidae zijn een familie van weekdieren uit de klasse van de Gastropoda (slakken).

## Geslachten
- Costasiella Pruvot-Fol, 1951
- Panderevela Moro & Ortea, 2015